# Bisallardiana obscura
Bisallardiana obscura är en skalbaggsart som beskrevs av Blackburn 1888. Bisallardiana obscura ingår i släktet Bisallardiana och familjen Cetoniidae. Inga underarter finns listade.